# 日沃茨基·久洛
日沃茨基·久洛（匈牙利語：Zsivótzky Gyula，1937年2月25日—2007年9月29日），匈牙利男子田径运动员。他曾代表匈牙利参加1960年、1964年、1968年和1972年夏季奥林匹克运动会田径比赛，共获得一枚金牌和二枚银牌。